# Грб Шкотске
Грб Шкотске је незванични хералдички симбол једног од четири конститутивна дијела Уједињеног краљевства, Шкотске. Прве верзије грба потичу из XIII вијека, с тим да је грб често надопуњиван. Актом уједињења Шкотске са Енглеском из 1707, грб Шкотске је правно стављен ван употребе, међутим и даље се користи као незванични симбол овог дијела УК.

## Опис грба
У злату, са црвеном дуплом унутрашњом границом, цвјетови црвених љиљана. У унутрашњам штиту црвени пропети лав, азурно плавим канџама и језиком.
Штит је крунисан златним турнирским шљемом (челенка) крунисаном краљевском круном. Златне боје је и плашт који вири испод челенке. На круни сједи директно црвени крунисани лав са азурно плавим канџама и језиком, држећи у десној шапи државни мач са златном дршком и сребрим сјечивом, а у лијевој - златно жезло. Што би требало да буде - мото „In My Defens God Me Defend”, скраћено „IN Defens”, што значи - У своју одбрану Бог ме штити, уписано на сребрној траци црвеним словима.
Око штита је огрлица најстаријег племенитог поретка, са знаком Светог Андрија. Са страна штит држе (чувају) два једнорога са златним роговима, гривом и копитима, везани у златним ланцима. Држачи стоје на зеленом трављаку обраслом чичком, и држе и два копља са стилизованим заставицама Шкотске.

## Галерија
- Први историјски грб 
 из 1250.
- Каснија верзија грба 
 (XIII—XVI вијек)
- Грб Шкотске 
 из (1475)
- Грб Шкотске 
 (1558—1559)
- Грб Шкотске 
 (1559—1560)
- Грб Шкотске 
 (1560—1565)
- Краљевски грб Шкотске (1603—1649)
- Краљевски грб Шкотске (1649—1707)